# Chalciope (geslacht)
Chalciope is een geslacht van vlinders van de familie spinneruilen (Erebidae), uit de onderfamilie Catocalinae.

## Soorten
- C. alcyona Druce, 1888
- C. bisinuata Snellen, 1880
- C. delta (Boisduval, 1833)
- C. emathion Snellen, 1902
- C. erecta Hampson, 1902
- C. imminua Snellen, 1902
- C. mygdon Cramer, 1777
- C. pusilla (Holland, 1894)
- C. trigonodesia Strand, 1915